# 8318 Аверроес
8318 Аверроес (8318 Averroes) — астероїд головного поясу.
Тіссеранів параметр щодо Юпітера — 3,178.